# Нахметов, Агагасан Мамулу оглы
Агагасан Мамулу оглы Нахметов (азерб. Ağahəsən Mamulu oğlu Nahmətov; 1924 — 15 мая 2003, село Сарак, Астаринский район, Азербайджан) — сержант, сапёр-разведчик, участник Великой Отечественной войны. Награждён орденами Отечественной войны 1-й степени, Славы 3-х степеней, медалями.

## Биография
Родился в 1924 году в селе Сарак в семье крестьянина. По национальности талыш. Окончил 10 классов, работал в совхозе. В декабре 1942 года призван в ряды РККА. Боевое крещение прошёл под Сталинградом. После разгрома противника под Сталинградом 51-й сапёрный батальон ещё долго оставался в городе, очищая его от мин и снарядов. 
В марте 1944 года батальон был переброшен на Керченский полуостров. Сапёры наступали вместе с автоматчиками, освобождали Феодосию, Ялту, штурмовали Сапун-гору. В июле 1944 года батальон был переведён на 1-й Прибалтийский фронт. Участвовал в боях за освобождение Прибалтики. 
1 августа 1944 года в районе населённого пункта Завишин (18 км севернее города Кедайняй, Литва) переправился через реку Невяжа, произвёл инженерную разведку и, обходя минные поля, вывел наступающие подразделения в тыл противнику, что способствовало общему успеху. Приказом от 9 августа 1944 года был награждён орденом Славы 3-й степени.
В конце 1944 года батальон был передан в состав 39-й армии 3-го Белорусского фронта. Участвовал в боях в Восточной Пруссии. В ночь на 14 января проделывание прохода в проволочных заграждениях и минных полях противника было прервано огнём противника. Нахметов гранатами подавил огонь вражеского пулемёта и продолжил разминирование. Приказом по войскам 39-й армии от 25 февраля 1945 года был награждён орденом Славы 2-й степени. 
Весной 1945 года перед началом штурма города-крепости Кёнигсберг сапёры каждую ночь выходили на боевое задание. Дивизия, в которой служил Нахметов, уже состояла в 43-й армии. Добытые им в инженерной разведке в заболоченной местности ценные сведения использовались при штурме города. 6 апреля вывел в тыл группу автоматчиков, проделал проход в проволочных заграждениях и минном поле, обезвредил более 15 противопехотных мин и 3 фугаса. 7 и 8 апреля активно действовал на улицах города. Четверо суток не выходил из боя, обеспечивал боевым товарищам безопасное продвижение вперёд. За образцовое выполнение заданий командования в боях с немецко-фашистскими захватчиками Агагасан Нахметов был награждён орденом Славы 1-й степени.
В 1947 году сержант Нахметов был демобилизован. Вернувшись в родной Азербайджан, работал бригадиром чаеводческой бригады в совхозе Астаринского района. Жил в селе Сарак. Участвовал в юбилейном Параде победы 1995 года.
Умер 15 мая 2003 года. В родном селе установлен бюст Нахметова.